# Lawfare
Lawfare (formada do inglês law, "direito", e warfare, "guerra"; em português: guerra jurídica) é uma palavra-valise introduzida nos anos 1970 e que originalmente se refere a uma forma de guerra na qual o direito é usado como arma. Basicamente, seria o emprego de manobras jurídico-legais como substituto de força armada, visando alcançar determinados objetivos de política externa ou de segurança nacional.
Enquanto alguns estudiosos consideram haver tanto aspectos negativos quanto positivos no uso da lei como instrumento de guerra (sobretudo no contexto das discussões sobre segurança internacional e contraterrorismo)  outros entendem lawfare como um uso ilegítimo da legislação (nacional ou internacional) em manobras jurídicas com a finalidade de causar danos a um adversário político (estrangulando-o financeiramente, encurtando seus prazos etc.) de modo que este não possa perseguir objetivos, tais como concorrer a uma função pública. Nesse sentido, a lawfare seria comparável ao uso estratégico de processos judiciais visando criar impedimentos a adversários políticos  - uma prática conhecida, nos países anglo-saxões, como SLAPP, acrônimo de strategic lawsuit against public participation ('ação judicial estratégica contra a participação pública').

## No Brasil
No contexto político brasileiro recente, o termo lawfare tem sido empregado principalmente no sentido de uso de instrumentos jurídicos para fins de perseguição política, destruição da imagem pública e inabilitação de um adversário político. Nesse sentido, uma característica fundamental da lawfare seria o uso de acusações sem materialidade,
incluindo-se também, entre suas táticas, as seguintes:[carece de fontes?]
- Manipulação do sistema legal, com aparência de legalidade, para fins políticos;
- Instauração de processos judiciais sem qualquer mérito;
- Abuso de direito, com o intuito de prejudicar a reputação de um adversário;
- Promoção de ações judiciais para desacreditar o oponente;
- Tentativa de influenciar opinião pública com utilização da lei para obter publicidade negativa;
- Judicialização da política: a lei como instrumento para conectar meios e fins políticos;
- Promoção de desilusão popular;
- Crítica àqueles que usam o direito internacional e os processos judiciais para fazer reivindicações contra o Estado;
- Utilização do direito como forma de constranger o adversário;
- Bloqueio e retaliação das tentativas dos adversários de fazer uso de procedimentos e normas legais disponíveis para defender seus direitos;